# Biserica Piariștilor din Cluj-Napoca
Biserica Piariștilor, cunoscută inițial ca Biserica Iezuiților din Cluj, respectiv ca Biserica Universității, situată pe strada Universității nr. 5, cu hramul "Sfânta Treime", este prima biserică catolică edificată în Transilvania după Reforma Protestantă, totodată primul edificiu ecleziastic în stil baroc din fosta provincie habsburgică. Biserica a constituit un ansamblu arhitectonic cu colegiul academic iezuit, pe locul căruia se află astăzi clădirea centrală a Universității "Babeș-Bolyai". Lăcașul de cult prezintă un contrast puternic între o arhitectură monumentală și sobră în exterior, și un interior bine ornamentat, aproape exuberant, o bijuterie a stilului baroc. În fața bisericii s-a aflat, până în anul 1959, statuia Fecioarei Maria, monument mutat de autoritățile comuniste în dosul Bisericii "Sf. Petru" din Cluj.

## Istoria bisericii
Lucrările pregătitoare pentru construcția bisericii au început în primii ani ai secolului al XVIII-lea. Începând cu anul 1703 au fost înregistrate continue transporturi de piatră din Cluj-Mănăștur, de la ruinele vechiului convent iezuit. În cadrul complexului (biserică-școală-internat) a fost ridicată mai întâi o clădire cu un etaj (pe locul actualei clădiri centrale a Universității "Babeș-Bolyai"), pentru a putea asigura începutul activității didactice.
La 13 martie 1718, episcopul Gheorghe Mártonffy a așezat piatra de temelie a bisericii. Iezuiții inițiaseră deja o campanie de strângere de fonduri pentru ridicarea colegiului și a bisericii aferente. Cu prilejul punerii pietrei de temelie au fost invitați cei mai de seamă reprezentanți ai vieții politice din oraș și din Principatul Transilvaniei, indiferent de confesiune. Iezuiții au adresat celor prezenți rugămintea de a fi ajutați bănește pentru ducerea la îndeplinire a proiectului. Din motive evident politice, acțiunea de colectare a fondurilor a fost sprijinită de baronul reformat Ștefan Wesselényi, președintele Dietei Transilvaniei.
Până la 1 decembrie 1718 au fost finalizate lucrările la fundație, care au fost de o mare anvergură, având în vedere dimensiunile criptei. În cursul anului 1719 au fost înălțate zidurile, iar în anul 1722 biserica a putut fi acoperită. Finalizarea construcției și finisarea interiorului au avut loc în anul 1724. Biserica a fost sfințită în data de 13 mai 1725 de Ioan Antalfi, episcop romano-catolic de Alba Iulia.
Ordinul iezuit a fost desființat temporar în 1773 de către papa Clement al XIV-lea. În anul 1776, împărăteasa Maria Terezia a transferat biserica, internatul și colegiul în proprietatea Ordinului Piarist.

## Descrierea bisericii

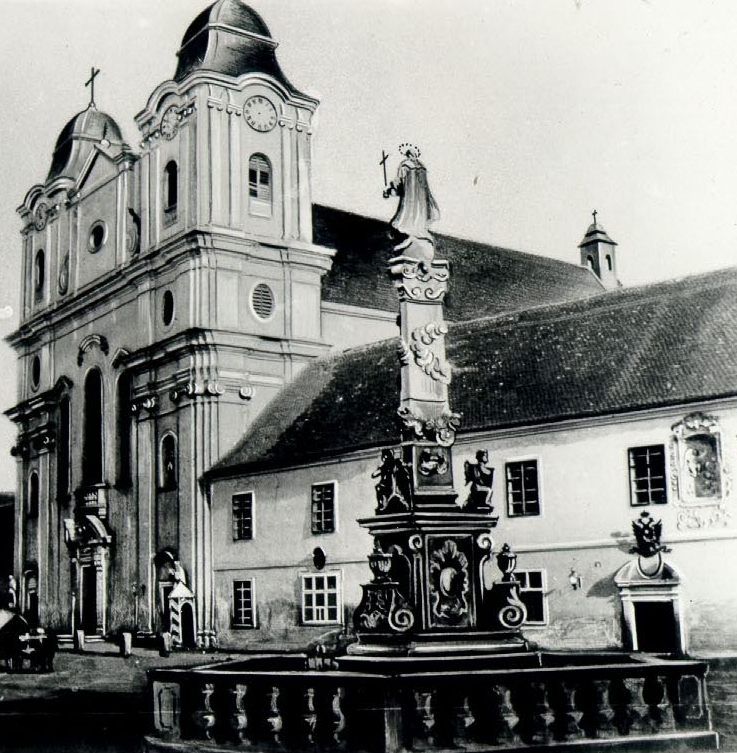
Biserica și colegiul academic iezuit (imagine istorică, 1859)

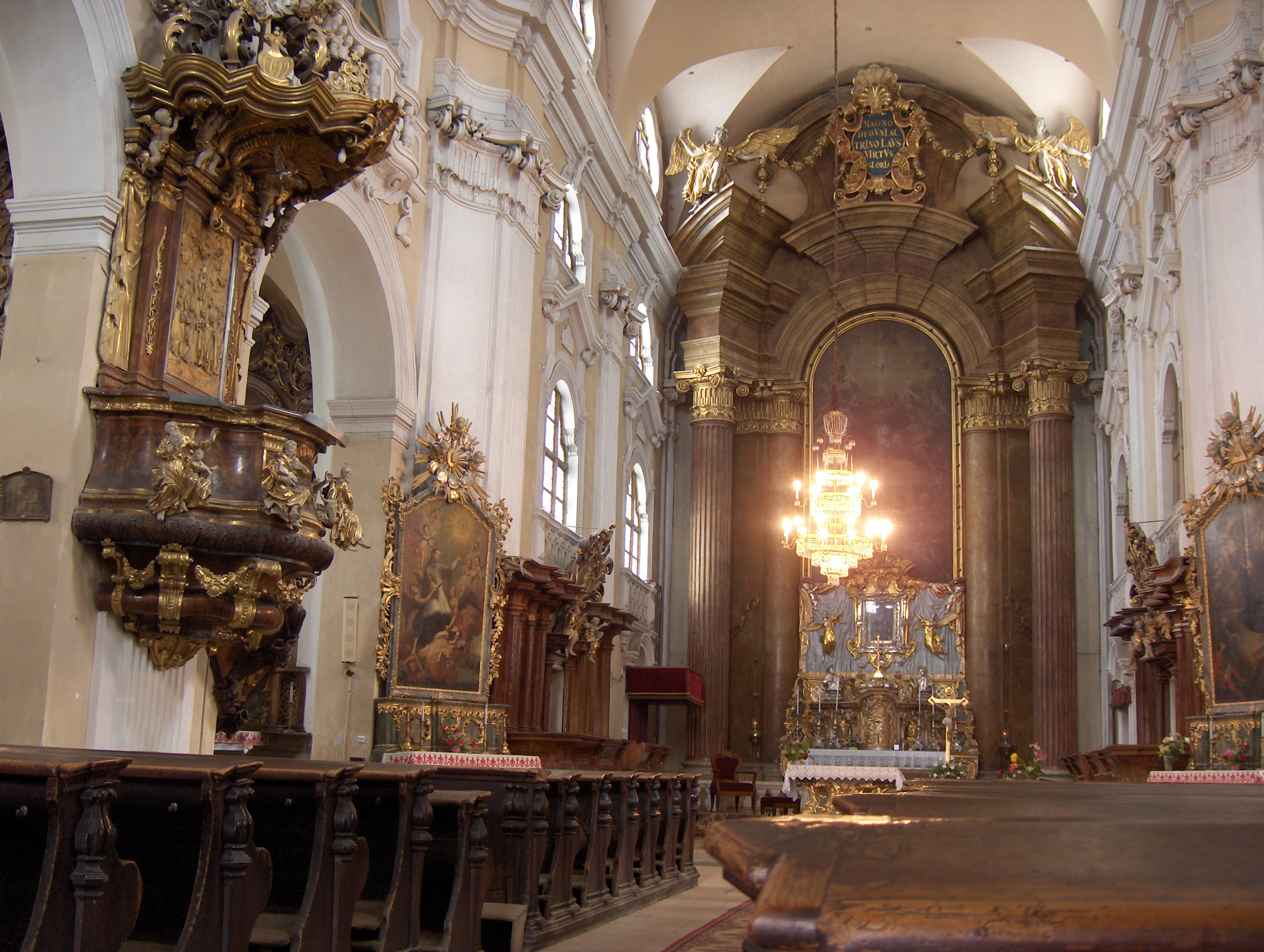
Interiorul bisericii

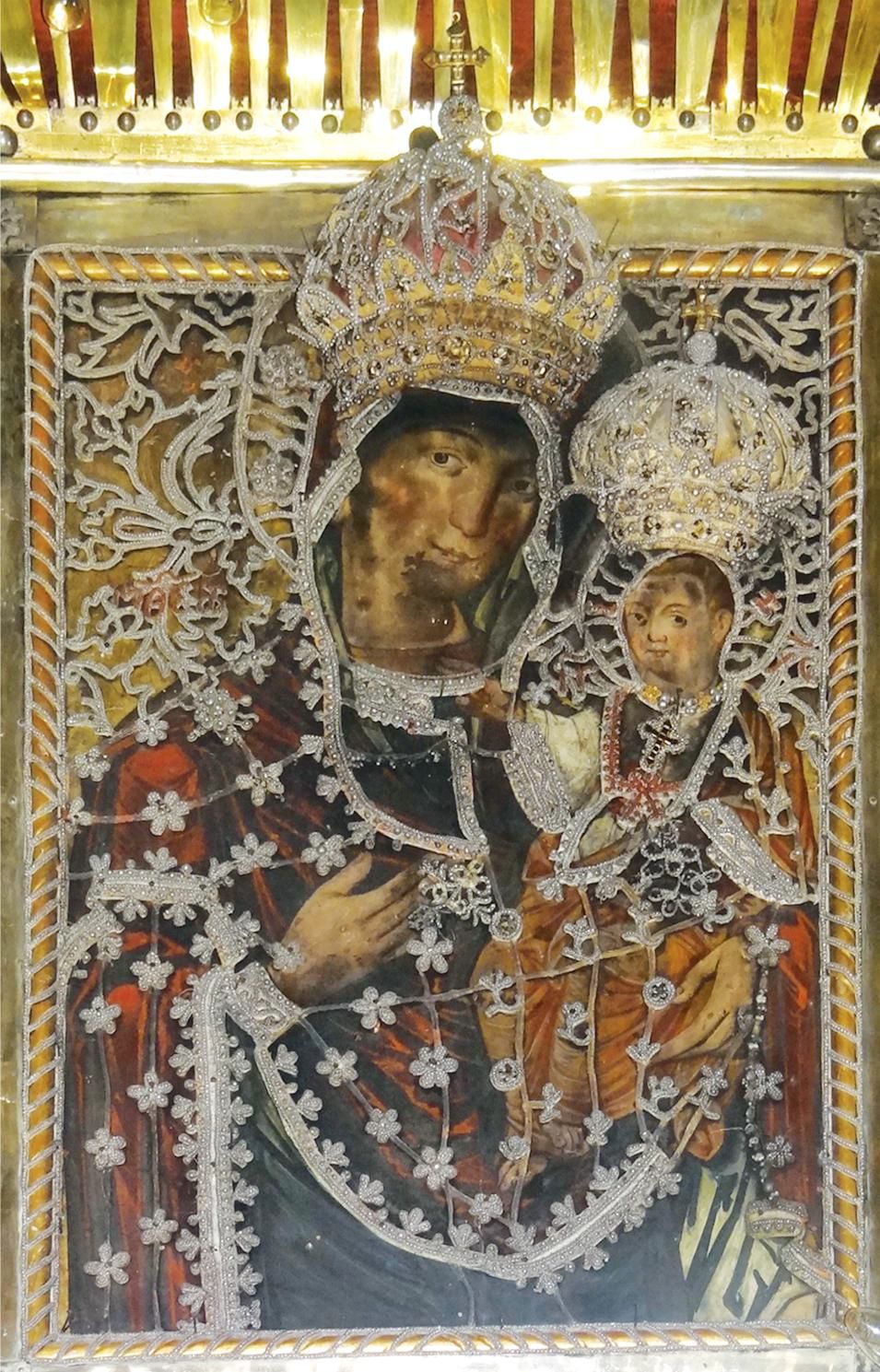
Icoana de la Nicula

Biserica este dispusă pe axa est-vest. Fațada principală (la vest) este deschisă înspre strada Universității și este încadrată lateral cu două turnuri masive, cu ceas, cu o înălțime de 45 de metri fiecare. Turnurile sunt articulate vertical cu câte două perechi de pilaștri monumentali treptați, între care se află partea centrală, cea mai importantă din punct de vedere compozițional, delimitată de o cornișă puternică. Pilaștrii au capiteluri ionice, interpretate în manieră specific barocă. Cele două turnuri sunt unite printr-un fronton triunghiular străpuns de o fereastră elipsoidală și introdus prin două volute.
Cu un registru mai jos, fațada este prevăzută cu o altă cornișă, la fel de proeminentă, care se sprijină pe alte două perechi de capiteluri ionice ale pilaștrilor monumentali.
O funcție lexicală caracteristică este dată de frontoanele situate deasupra celor trei ferestre verticale din partea centrală a fațadei: cele laterale sunt triunghiulare și se situează simetric în raport cu frontonul ferestrei centrale, care este în segment de arc terminat în câte două volute suprapuse. Sub fereastra centrală se arcuiește cu grație înspre exterior un mic balcon cu baluștri. Sub acest balcon se află frontolul despicat de deasupra intrării principale.
Despicătura frontonului este amplă, pentru a face loc celor doi îngeri care susțin un basorelief care reprezintă Sfânta Treime, cu inscripția „HONORI SANCTISSIMAE TRINITATIS” (lat. – ÎN ONOAREA SFINTEI TREIMI). Lateral, la baza fiecărui turn, sunt dispuse simetric alte două intrări, la stânga, respectiv la dreapta intrării principale. În nișele aflate deasupra intrărilor laterale se găsesc statuile sfinților Ignațiu de Loyola și Francisc Xaveriu, opere ale sculptorului bavarez Johannes König. Lângă intrările laterale se aflau alte două statui, reprezentându-i pe sfinții Ioan Nepomuk și Alois Gonzaga, de asemenea opere ale lui Johannes König.
Echilibrul dintre elansarea verticală și elementele orizontale conferă fațadei bisericii iezuite din Cluj un aspect sobru, solemn, pe care accentele monumentale introduse de golurile intrărilor, ferestrelor și nișelor nu fac decât să-l sublinieze.
Interiorul bisericii este în contrast cu simplitatea exteriorului, fiind decorat extrem de bogat. Clădirea are o singură navă, cu o lungime de 45 de metri și lățime de 24 de metri. La stânga și dreapta navei sunt trei capele, fiecare cu altar și decorate cu mai multe tablouri. Pe pereții bisericii se află tradiționalele plăcuțe devoționale ale bisericilor romano-catolice, scrise în principalele limbi folosite în Ardeal: română, maghiară, germană și latină.
În partea superioară a altarului principal se află inscripția latină „Magno Deo uni act trino laus virtus gloria”, încadrată între doi îngeri. Altarul este înălțat în onoarea Sfintei Treimi. În altar se află Icoana Sfintei Fecioare Maria, care, în 1699, ar fi plâns timp de 2 săptămâni. Se presupune că icoana, pictată pe lemn și învelită în metal, ar fi cea originală de la Mănăstirea de la Nicula. Sub ea se află statuile a doi sfinți ai Ordinului Iezuit: Sf. Francisc și Sf. Ignațiu, statui aduse în 1726 din Viena.
Amvonul, operă a lui Anton Schuchbauer, este decorat la exterior cu sculpturile în relief ale celor patru evangheliști, iar în spațiul dintre amvon și coroana acestuia se află un basorelief cu cei mai importanți sfinți ai iezuiților. Pe coroana amvonului este o reprezentare a Sf. Mihail.
Sub clădirea bisericii se află o criptă cu 140 de locuri de înmormântare.

## Restaurări
Biserica a fost restaurată pentru prima dată în 1775, alte restaurări având loc în 1831, în 1943, în 1970, iar cea mai recentă în anii 2005-2006.

## Evenimente
În anul 1956, credincioșii și preoții greco-catolicii au organizat în fața bisericii unul dintre cele mai mari proteste anticomuniste. Scopul acțiunii, la care au participat mai multe mii de credincioși, a fost acela de a demonstra că este neadevărată afirmația că Biserica Greco-Catolică Română a încetat să existe. Inițial au încercat să intre în biserică pentru a oficia o slujbă, dar în cele din urmă preoții romano-catolici nu le-au permis accesul, de teama represaliilor. Atunci, în fața bisericii, sub cerul liber, a fost oficiată o liturghie, iar părintele Vasile Chindriș a criticat în predica sa deschis conducerea comunistă în fața miilor de credincioși.
Acțiunea nu fusese anunțată, dar imediat ce s-a aflat, un număr de peste cinci mii de credincioși greco-catolici s-au strâns în fața bisericii. Toți preoții care au celebrat liturghia au fost ulterior arestați și întemnițați. Dintre participanții mireni a fost arestat, între alții, fostul judecător Vasile Fărcaș, președintele Tribunalului Cluj în perioada interbelică, unul din liderii marcanți ai rezistenței greco-catolice din timpul comunismului. A fost condamnat la zece ani de închisoare, rămânând închis din 13 august 1956 până în 15 aprilie 1964. Soția sa, Eugenia Fărcaș, a fost condamnată pentru "favorizarea infractorului".